# Selección femenina de rugby 7 de México
La selección femenina de rugby 7 de México es el equipo representativo de México en los torneos de la modalidad de 7 jugadoras.

## Plantel 2024
| No. | Jugadora             |
| --- | -------------------- |
| 1   | Isabel Rodriguez     |
| 2   | Daniela Cordero      |
| 3   | Jazmin Hernandez     |
| 4   | Maria Fernanda Tovar |
| 5   | Daniela Alvarado     |
| 6   | Alessandra Bender    |
| 7   | Laura Rodríguez      |
| 8   | Denise Ortiz         |
| 9   | Zoe Tuyú             |
| 10  | Yazmin Ramirez       |
| 11  | Esthefanny Espindola |
| 12  | Gissela De Leon      |

## Palmarés
- RAN Sevens (6): 2014, 2017, 2018, 2019, 2022, 2024

- Seven Centroamericano (1): 2014

- Copa Desafío Volaris: 2019.

## Participación en copas
| - San Francisco 2018: 16º puesto - Serie Mundial 18-19: 12º puesto (1 pts) - Serie Mundial 21-22: 19.º puesto (1 pts) - Challenger Series 2022: 12° puesto - Challenger Series 2023: 11° puesto - Río 2016: no clasificó - Tokio 2020: no clasificó - Toronto 2015: 5º puesto - Lima 2019: 7º puesto - Santiago 2023: 6° puesto - Veracruz 2014: 3º puesto - Barranquilla 2018: 3º puesto - San Salvador 2023: 2º puesto | - Ciudad de México 2009: 3° puesto - Georgetown 2010: Ganador final de plata - Garrison Savannah 2011: 7° puesto - Ottawa 2012: Semifinales - George Town 2013: Finalista - Ciudad de México 2014: Campeón - Cary 2015: 2° puesto - Port of Spain 2016: 4° puesto - Ciudad de México 2017: Campeón - Saint James 2018: Campeón - George Town 2019: Campeón - Copa Desafío Volaris 2019: Campeón - Clasificatorio a Tokio 2020: Fase de grupos |